# Adler Trumpf Junior Sport
Adler Trumpf Junior Sport var en framhjulsdriven bilmodell från Adler som tillverkades mellan 1935 och 1937.

## Galleri

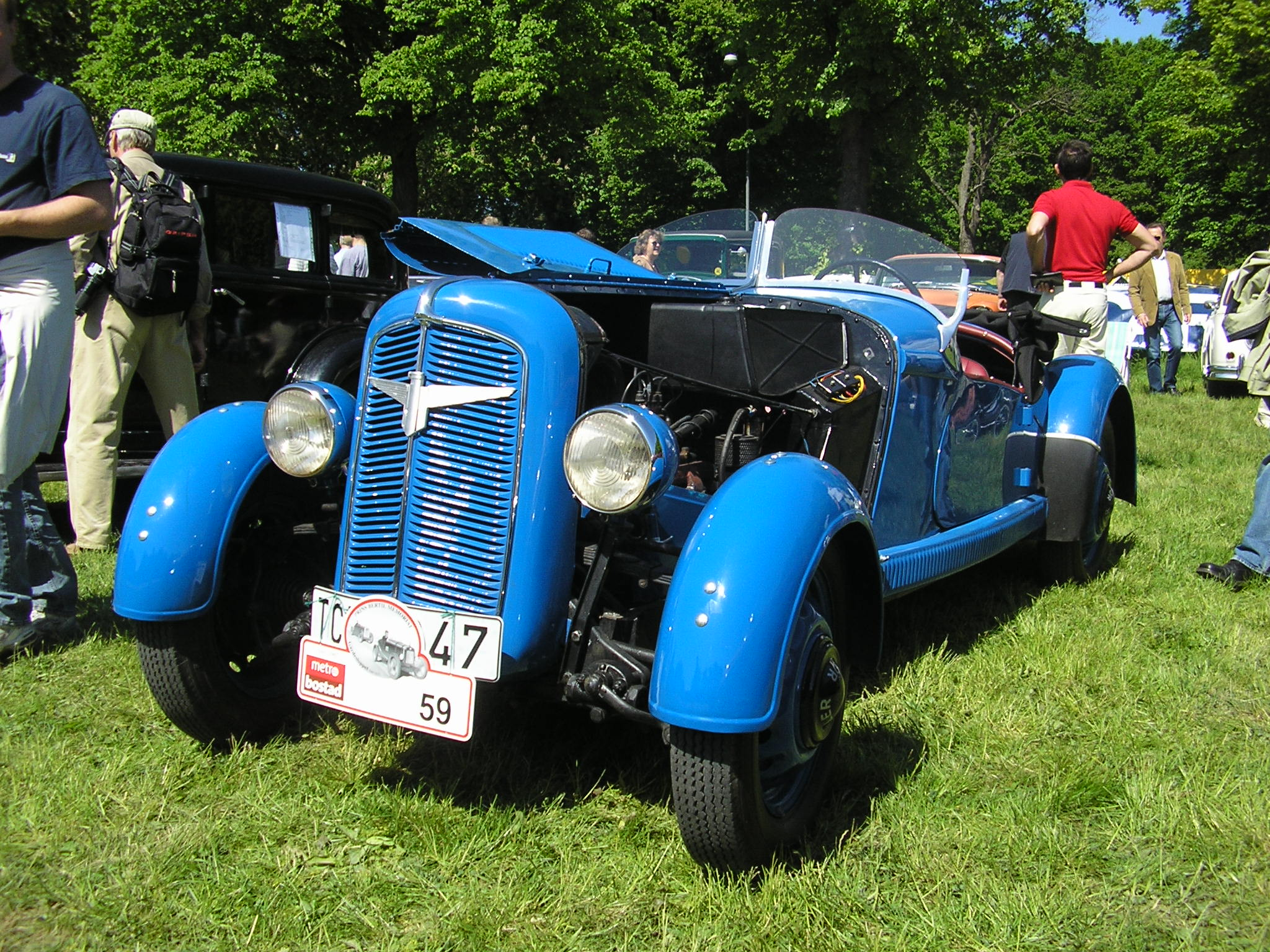
Adler Trumpf Junior Sport-Zweisitzer Replica 1937
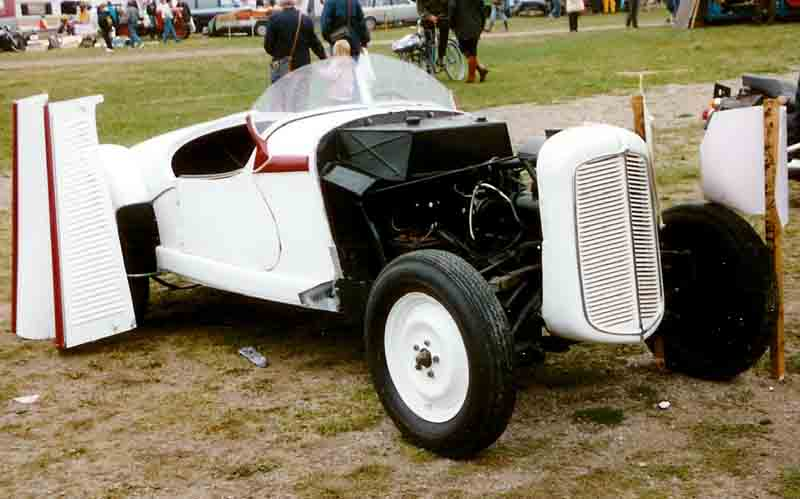
Adler Trumpf Junior Sport-Zweisitzer Replica